# Quarter horse
A Quarter Horse valószínűleg az Amerikai Egyesült Államok legősibb lófajtája. Az egyik legnépszerűbb lófajta a világon. Az Egyesült Államokon kívül mintegy 40 országban megtalálható. A ménes törzs könyvében mintegy 4 millió állatot tartanak számon. Western stílusban lovagolják.

## Eredete
A vadnyugat lovát, ismertebb nevén a „négyszázas lovat” (Quarter Horse), a 18. század végén az amerikai Virginia államban kezdték el tenyészteni. Tenyésztésénél a honi pónikat keresztezték az angol telepesek által behozott versenylovakkal. A pónik a spanyolok által az Újvilágba behozott lovak vadon élő utódai. A vad környezetben való élet, valamint a több generáció óta folyó tenyésztés következtében a lovak ellenálló képessége megnőtt, méretük viszont csökkent, és értékes tulajdonságaik is elsorvadtak. Az első gyarmatosítók a magukkal hozott lovakkal keresztezték, hogy valamivel nagyobb, de fürge és ellenálló fajtát nyerjenek. Az ilyen módon kialakult fajta nyilvántartására és a tenyésztés összefogására alakult meg az American Quarter Horse Association Amarilloban (Texas, USA) 1940-ben. Ettől kezdve beszélhetünk a quarter horse fajta fajtatiszta tenyésztéséről. A tenyésztés során az angol telivérrel történő cseppvérkeresztezés megengedett.
A keresztezésből származó ló igen jó rövid távú vágtázónak bizonyult. Ezért ezeket a lovakat hamarosan már kifejezetten a „négyszázas futamhoz” (négyszáz méteres, egyenespályás versenytáv) tenyésztették, ez volt a telepesek különösen kedvelt versenyszáma, innen ered a quarter név is (quarter jelentése: negyed).
A szívós „négyszázas ló”, a vadnyugat lova, a nagy marhacsordák terelésénél is eszményi hátaslónak bizonyult.

## Története
A negyed mérföldes verseny az Egyesült Államokban már a XVIII. század közepén is igen közkedvelt volt. A kezdeti időszakból maradt ránk Steel Dust legendája. A történet színhelye egy texasi kistelepülés, az alig pár tucat házból álló McKinney. A lóversenyt a fél mérföld hosszú főutcán rendezték. Az egyik egy fiatal, tüzes versenyló Old Monmouth volt. Megjelenése mindenki tetszését elnyerte, hiszen tele volt energiával, és sugárzott róla, hogy alig várja, hogy futhasson. Ezzel szemben a vetélytársa, Steel Dust egyáltalán nem nézett ki úgy, mint egy versenyló. 150 centiméteres termetével, hidegvérűekre emlékeztető formájával, túlzott nyugodtságával szemmel láthatóan semmi esélye nem volt a győzelemre. Ami azonban végképp nevetségessé tette sok néző szemében, az a kora volt. Az emberek csodálkozva kérdezgették, mit kereshet egy 12 éves egy gyorsasági versenyen. A lovak starthoz álltak. Rajt! És a két ló elindult. Old Monmouth hatalmas ugrásokkal haladt, de a kicsi mén a nyomában. Amikor a két ló már majdnem a táv feléhez ért, Old Monmouth lovasa a pálcáért nyúlt, míg a Steel Dust lovasa semmit nem tett. És lássatok csodát! Steel Dust 3 lóhosszal megverte fiatalabb társát. A célbafutás után a kis mén lovasa egy éles fordulattal visszafordította és hirtelen megállította lovát. A másik mén a lovasával a hátán vadul elszáguldott mellettük, és eltűntek a fák között. Old Monmouth versenytávja egy mérföld volt, Steel Dusté pedig negyed mérföld. A kis Steel Dust ezzel a győzelmével új irányzatot indított el az amerikai sportban. Negyed mérföldes távon a Quarter Horse máig is a leggyorsabb, legyőzhetetlen fajta.

## Jellemzői
A ló marmagassága körülbelül 1,40-1,50 méter, testtömege általában 500-600 kilogramm. Zömök, erős testfelépítésű. Feje rövid, száraz, homloka széles. Nyaka középhosszú, martájéka kevésbé kifejezett. Mellkasa széles és mély. Törzse viszonylag rövid, erős és széles, így a nyereg a lovaglásnál jól felfekszik; válla hosszú, dőlt. Fara kerek, széles, erős, jól izmolt. Lábai karcsúak, patái kemények. A hátsó része olyan erős, hogy könnyen áthalad a keskeny kanyonokon, hogy gyorsan képes a galoppból megállni. Leggyakoribb sárga színben, de valamennyi egyéb színben is előfordul.
Mint arra elnevezése is utal, negyedmérföldes távon a leggyorsabbként nyilvántartott lófajta. Felettébb kemény, kitartó, megbízható. Kiegyensúlyozott karakterű, ragaszkodó természetű. Gyors és fordulékony. E lovak többségére jellemző, hogy jó érzékük van az egyes állatok csordából való leválasztásához. Mindehhez hozzátéve még szelíd és jóindulatú.

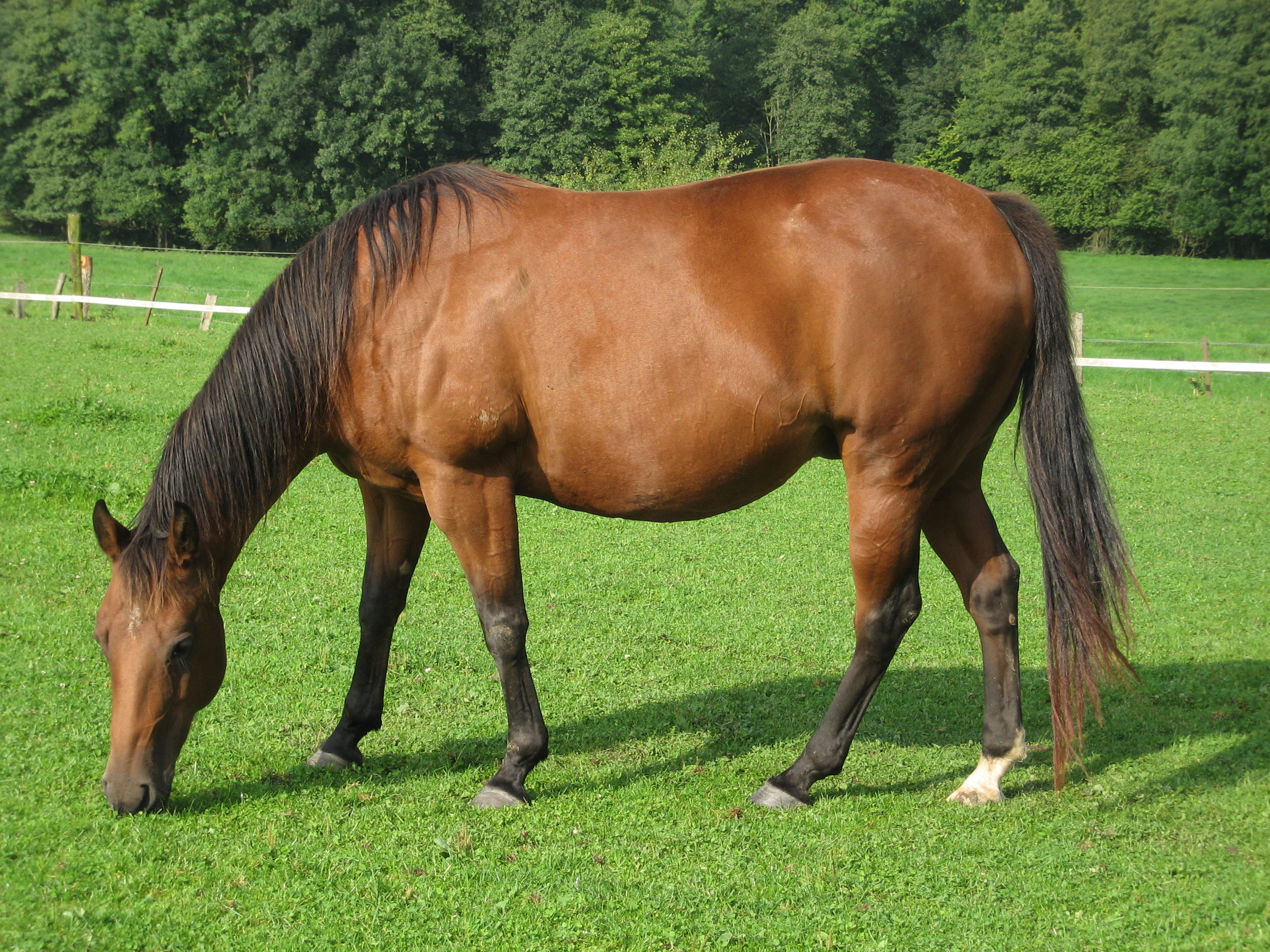
Habitusa
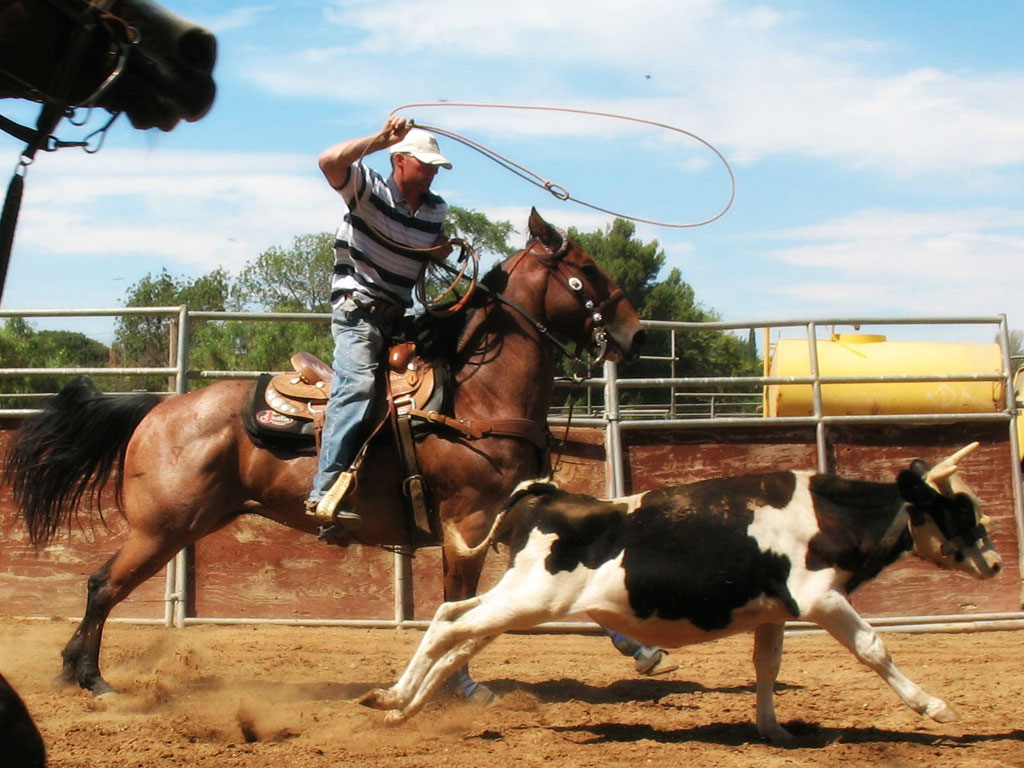
Munka közben
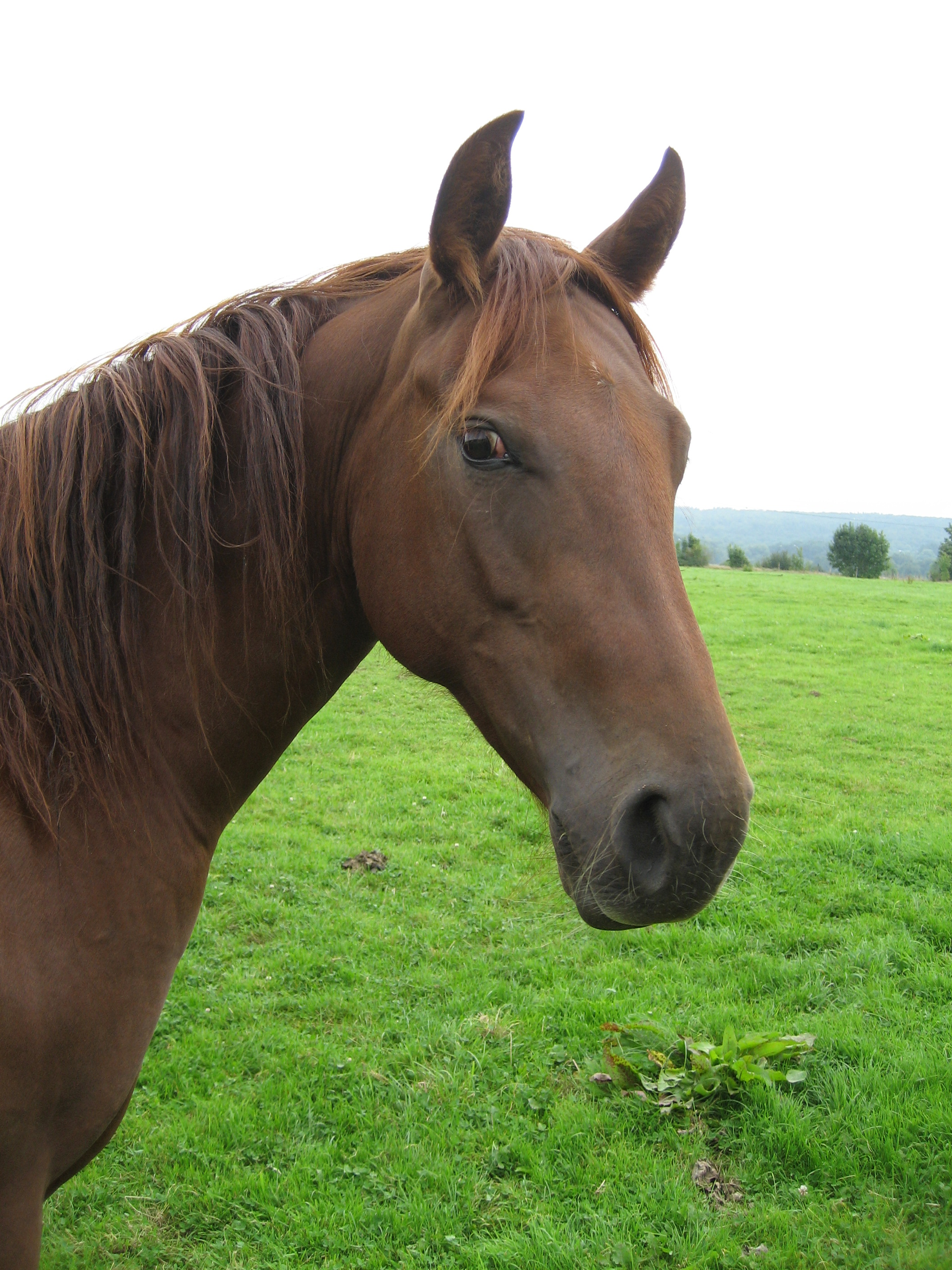
Feje

## Hasznosítása
Megérdemli a legsokoldalúbb ló címét: kiváló családi hobbiló, pólóló, vadász- és militaryló. Negyedmérföldes távon verhetetlen versenyló. Kétségtelenül a legkiválóbb képességű cowboyló. Kivételes hátaslovat láthatunk benne, de nagyon jó igavonó is. Könnyű lovaglású ló, amit Európában főleg a western lovassportban használnak. Észak-Amerikában galoppversenyeken, ugrósportban, militaryban, díjlovaglásban, fogatsportban valamint a farmok munkalovaként és hobbylóként használják. Európai tenyésztésének célja a sportló- és hobbylóként történő hasznosítás. Ez utóbbira rendkívül szelíd és nyugodt természete, könnyen kezelhetősége teszi ideálissá.
Sokak szerint azért páratlan marhaterelő, mert tud a szarvasmarhák fejével gondolkodni. Ebben a Quarter horse egyelőre valóban veretlen.